# Ménon Ier de Pharsale
Ménon Ier (en grec ancien : Mένων Αʹ), également connu sous le nom de Ménon de Pharsale (né vers 525 av. J.-C. en Thessalie et mort vers 457 av. J.-C. à Athènes), est un archonte et militaire thessalien originaire de la ville de Pharsale.

## Biographie
Fils de Ménéclide, il dirige peut-être sa ville de Pharsale.
Durant les guerres médiques, il reste dans la postérité pour son aide aux troupes athéniennes dont les troupes sont dirigées par le stratège Cimon, lors de la bataille contre la cité d'Eion. Selon Démosthène, Ménéclide contribue à l'effort de guerre en offrant 12 talents d'argent et en envoyant en renfort aux athéniens 200 ou 300 cavaliers. Il est grandement remercié par Athènes en lui offrant la citoyenneté (ce qui ne serait autrement possible que si ses parents étaient des citoyens athéniens).
Il devient archonte d'Athènes vers 473-472 av. J.-C.
Après l'ostracisme de Cimon en 461 av. J.-C., Ménon, son fidèle allié et devenu l'une des victimes de cette lutte politique interne, est expulsé de la ville, accusé de trahison, vulgarité et corruption.
Après son exil, Menon se réinstalle dans sa Pharsale natale.

## Famille

### Descendance
- un fils, Ménandre, père de Ménon II de Pharsale ;
- une fille, Phthia, épouse Admète, roi des Molosses d'Épire en 470 av. J.-C.